# Nau (Nachrichtenportal)

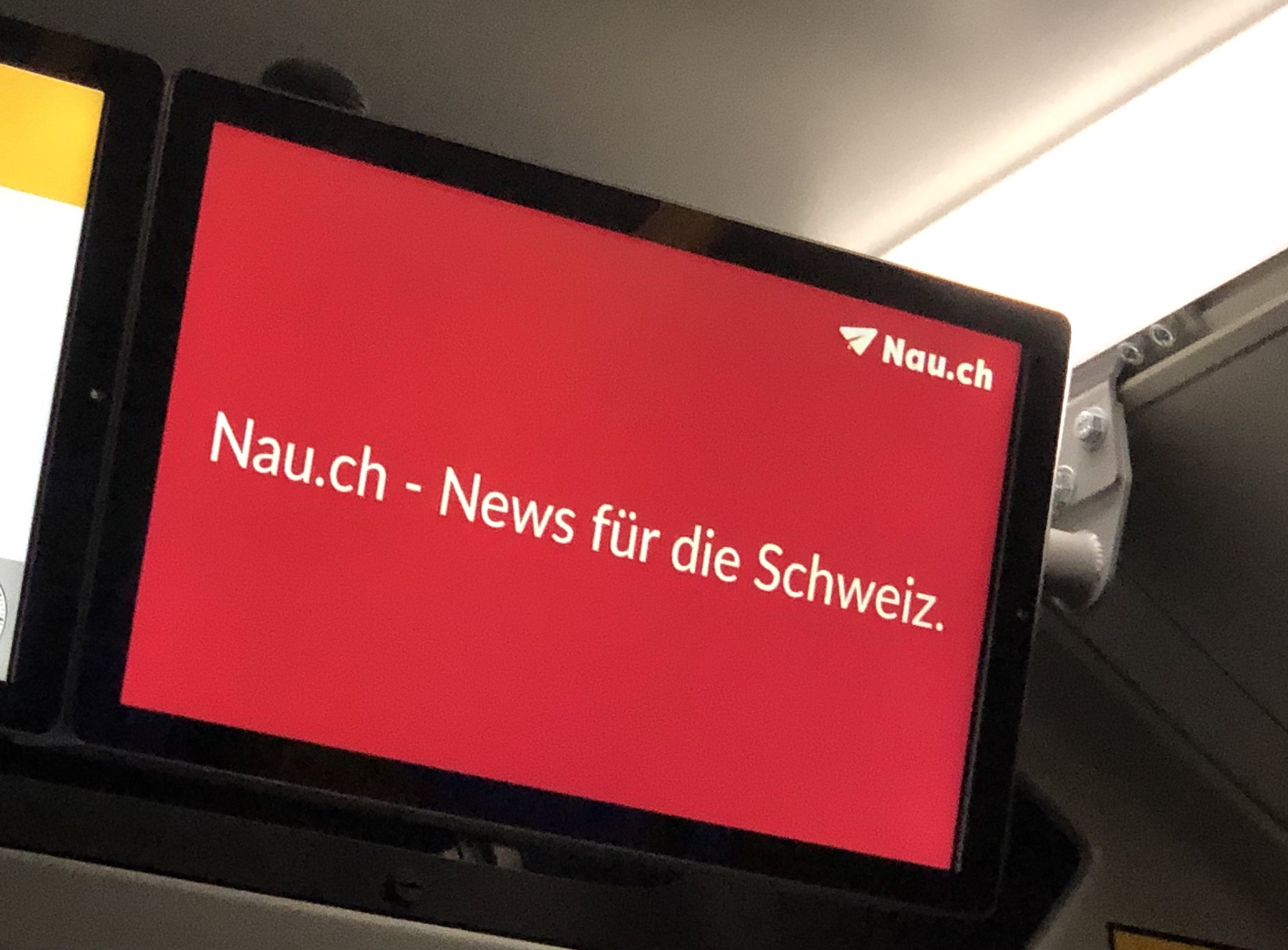
Bildschirm in einem Postauto

Nau (Eigenbezeichnung: Nau.ch) ist ein Schweizer Nachrichtenportal, dessen Inhalte über eine Website, Bildschirme in öffentlichen Verkehrsmitteln, an Tankstellen und in Fitnesscentern sowie über eine Mobile App verbreitet werden. Laut eigenen Angaben verzeichnet die Plattform monatlich 4 Millionen Unique Clients.

## Entstehung
Der Werbevermarkter Livesystems gründete im Sommer 2017 die Online-Plattform Nau. Nach Angaben von Nau steht der Name als Abkürzung für: «Neu, aktuell, unterhaltsam». In der Startphase wurden 40 Journalisten rekrutiert, wovon 15 Praktikanten waren. Die Journalisten waren in regionalen Teams in Basel, Bern, Frauenfeld, Luzern, St. Gallen und Zürich stationiert. Das Portal ging am 18. Oktober 2017 online. Stand 2025 beschäftigt das Unternehmen 70 Mitarbeiter in 50 Vollzeitstellen.
Der Herausgeber, die Nau media AG, gehörte bis 2021 zur Livesystems Holding AG, die 2007 von Yves Kilchenmann und Olivier Chuard gegründet worden war. Zu der Holding gehört auch die Livesystems dooh AG. Diese betreibt Passenger-TV, das auf Bildschirmen in 2300 Fahrzeugen (Stand Oktober 2017) des öffentlichen Verkehrs neben Fahrplaninformationen auch Nachrichten und dazwischen Werbung präsentiert. Passenger-TV präsentiert auch die Inhalte von Nau. Über diesen Kanal werden rund 1,5 Millionen Menschen erreicht. Daneben betreibt die Livesystems dooh AG auch Gasstation TV mit Bildschirmen an Tankstellen, die ebenfalls die Inhalte von Nau zeigen. Seit Januar 2018 sind die Meldungen von Nau auch auf Bildschirmen der Signactive GmbH in Fitnesscentern zu sehen.
Im Mai 2020 kam es im Zuge der wirtschaftlich angeschlagenen Situation aufgrund der COVID-19-Pandemie in der Schweiz zu mehreren Entlassungen. In der Redaktion sowie in der Videoproduktion waren drei Vollzeitstellen und sechs Teilzeitstellen betroffen.
2021 kaufte die Schweizerische Post die Livesystems Holding AG. Die Nau media AG wurde dabei von der Post nicht übernommen, sondern ist seitdem ein unabhängiges Unternehmen. Nau hat seitdem kein exklusives Recht mehr, seine Inhalte über die von Livesystems betriebenen Bildschirme zu verbreiten, auch andere Medienhäuser können nun mit Livesystems entsprechende Vereinbarungen schliessen.
Im August 2025 wurde die Nau media AG Hauptaktionärin der Travelnews AG, die ein Newsportal für Reisethemen herausgibt.
Per 1. Juni 2025 wurde die Nau media AG Hauptaktionärin der Berner Medienhaus AG, der Herausgeberin des Bärnerbärs.

## Inhalt
Nau publiziert Nachrichten und zumeist kürzere Meldungen zu aktuellen Themen. Der Fokus liegt dabei auf Regionalität, es sollen vor allem Pendler bedient werden. Zu manchen Artikeln gibt es zusätzlich ein oder mehrere kurze Videos, die als Live-Videos bezeichnet werden. Neben professionellen Beiträgen veröffentlicht Nau auch Leserbeiträge. Dazu ist eine Anmeldung nötig. Leser können Kommentare zu den Artikeln schreiben.
Im Medienqualitätsranking 2022 der Stiftung Medienqualität Schweiz erreichte Nau den zweiten Platz in der Kategorie Pendlermedien/Boulevard.
Am 29. November 2023 erfolgte der Launch von elf Special-Interest-Magazinen zu Themen wie Ernährung, Gesundheit oder Autos. Die Magazine verfügen jeweils über eine eigene Plattform.
Am 23. September 2024 erhielten die Regionen Zürich, Basel, Bern, Aargau, Ost und Luzern einen eigenen Internetauftritt und ein eigenes App.

## Formales
Der Redaktionssitz von Nau ist in Liebefeld, Gemeinde Köniz, bei Bern. Finanziert wird das Medium über Werbung.
Neben der Präsentation der Inhalte auf der Website und den Bildschirmen gibt es eine App für Mobilgeräte.